# تقسیمات کشوری صربستان
تقسیمات کشوری صربستان (صربی: административна подела Србије) توسط تصویب‌نامهٔ دولت صربستان در تاریخ ۲۹ ژانویه ۱۹۹۲، , و توسط قانون سازماندهی سرزمینی که توسط شورای ملی صربستان در ۲۹ دسامبر ۲۰۰۷ تصویب شده‌است، تنظیم می‌شود.
صربستان با حکم دولت که در سال ۱۹۹۲ صادر شد به ۲۹ ناحیه تقسیم شده‌است. دیگر بخش‌بندی‌ها عبارتند از: شهرداری‌ها و شهرها و استان‌های خودمختار.

## مناطق

مناطق آماری صربستان

مناطق آماری صربستان توسط قانون توسعهٔ منطقه‌ای و قانون آمار رسمی تنظیم می‌شود. صربستان به پنج منطقهٔ آماری تقسیم شده‌است که عمدتاً برای اهداف آماری مانند داده‌های سرشماری مورد استفاده قرار می‌گیرند. هر یک از این مناطق شامل یک یا چند ناحیه است.

### استان‌های خودمختار
قانون اساسی صربستان دو استان خودمختار دارد، استان خودمختار وویوودینا در شمال و سرزمین مورد مناقشهٔ استان خودمختار کوزوو و متوهیا در جنوب. در نتیجهٔ جنگ کوزوو، و پس از تصویب قطعنامهٔ ۱۲۴۴ شورای امنیت، نیروهای حافظ صلح به رهبری ناتو وارد کوزوو و متوهیا شدند. در سال ۲۰۰۸، کوزوو استقلالش را از صربستان اعلام کرد. دولت صربستان این اعلام استقلال را غیرقانونی و غیرمشروع دانست.
استان وویوودینا مجلس و دولت خاص خود را دارد و در برخی موارد مانند زیرساخت‌ها، علوم، آموزش و فرهنگ از استقلال برخوردار است.
از ژوئن ۱۹۹۹، و پس از جنگ کوزوو، ادارهٔ استان خودمختار کوزوو و متوهیا، توسط مأموریت مدیریت موقت سازمان ملل متحد در کوزوو انجام می‌شود. در فوریهٔ ۲۰۰۸، دولت کوزوو یک‌طرفه استقلال خود را از صربستان اعلام کرد، اقدامی که توسط ۱۱۳ کشور (از جمله اکثر کشورهای عضو اتحادیهٔ اروپا و ایالات متحده) به رسمیت شناخته شد، اما توسط صربستان، روسیه، چین، هند، برزیل، آرژانتین، اندونزی و ۸۷ کشور عضو سازمان ملل متحد به رسمیت شناخته نشد.

### مناطق آماری
۵ منطقهٔ آماری صربستان عبارتند از:
- استان خودمختار وویوودینا
- بلگراد
- شومادئیا و صربستان غربی
- صربستان جنوبی و شرقی
- کوزوو و متوهیا

## ناحیه‌ها
ناحیه‌ها اولین سطح تقسیمات کشوری در صربستان هستند که از شهرداری‌ها و شهرها تشکیل شده‌اند. ناحیه‌ها مراکز منطقه‌ای اقتدار ایالتی هستند، اما مجالس مختص خود ندارند. آن‌ها تقسیمات کاملاً اداری را ارائه می‌دهند و میزبان نهادهای مختلف دولتی مانند بودجه، شعب اداری و دادگاه‌ها هستند. مناطق توسط قانون سازماندهی سرزمینی تعریف نشده‌اند، اما براساس مصوبهٔ دولت در تاریخ ۲۹ ژانویه ۱۹۹۲ تنظیم شده‌اند.

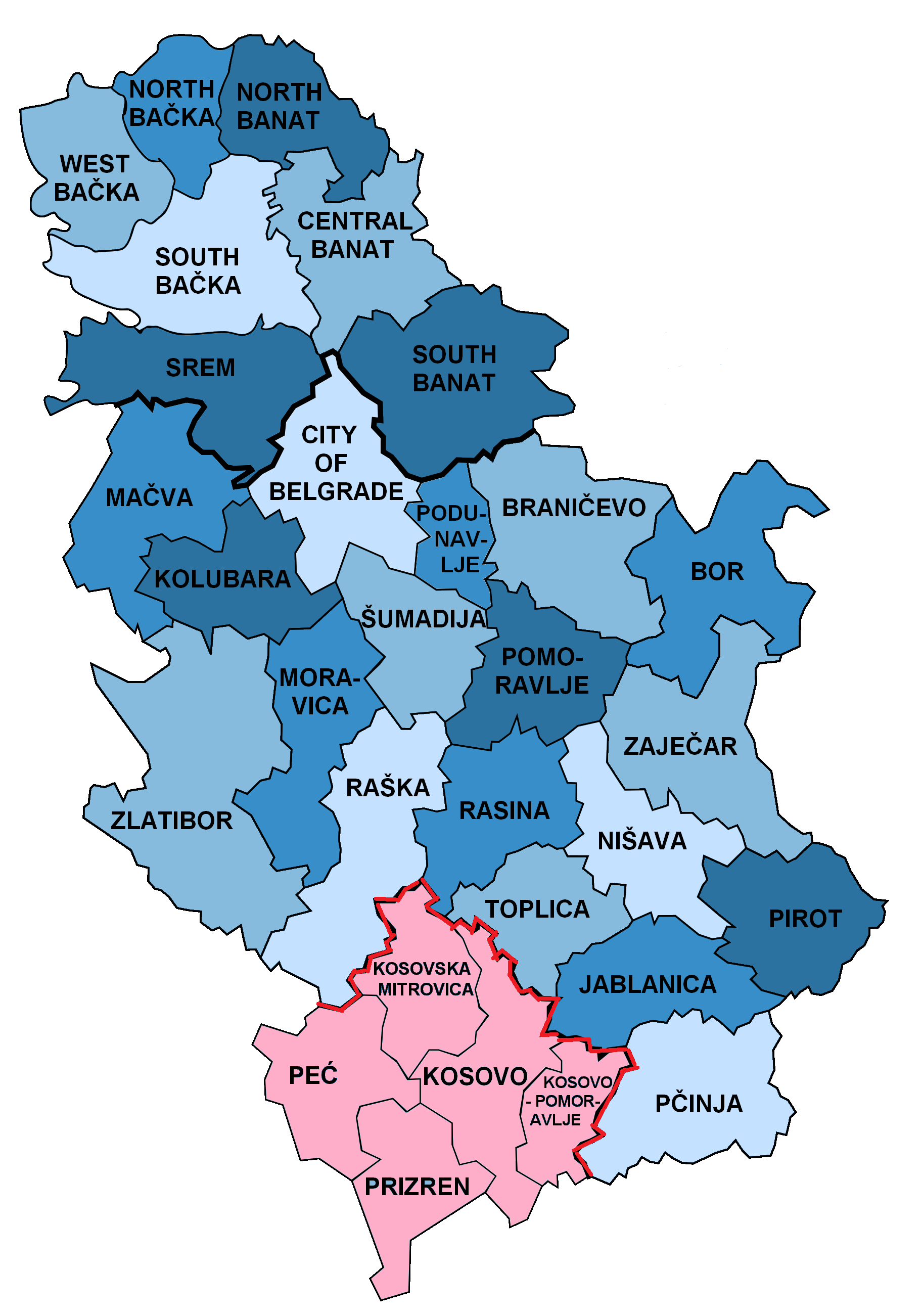
ناحیه‌های صربستان

صربستان به ۲۹ ناحیه تقسیم شده‌است کهه ۱۸ ناحیه در صربستان مرکزی، ۷ ناحیه در وویوودینا، و ۵ ناحیه در کوزوو واقع شده‌اند. شهر بلگراد نیز ناحیهٔ جداگانه‌ای محسوب می‌شود.

## شهرها و شهرداری‌ها
شهرداری‌ها
صربستان به ۱۴۵ شهرداری و ۲۹ شهر تقسیم شده‌است که واحدهای اصلی دولت محلی را تشکیل می‌دهند. هر شهرداری مجمع مخصوص به خود را دارد (هر چهار سال یک بار در انتخابات محلی انتخاب می‌شود)، رئیس شهرداری، دارایی خدمات عمومی و بودجه است. شهرداری‌ها معمولاً بیش از ۱۰ هزار نفر جمعیت دارند.
شهرداری‌ها از جوامع محلی تشکیل شده‌اند که بیشتر مربوط به دهکده‌ها در مناطق روستایی است (چندین دهکدهٔ کوچک می‌توانند یک جامعهٔ محلی را تشکیل دهند و روستاهای بزرگ می‌توانند چندین جوامع را شامل شوند). مناطق شهری نیز به جوامع محلی تقسیم می‌شوند. نقش آن‌ها شامل ارتباط نمایندگان منتخب شهرداری با شهروندان، سازماندهی ابتکارات شهروندان مرتبط با خدمات عمومی و مسائل عمومی است. آنها توسط شوراهایی که در انتخابات نیمه‌رسمی انتخاب می‌شوند و اعضای آن‌ها داوطلب هستند، اداره می‌شوند. نقش جوامع محلی در مناطق روستایی بسیار مهم‌تر است. به دلیل همجواری با مراکز شهرداری، بسیاری از جوامع محلی شهری از بین رفته‌اند.
شهرها

سرزمین‌هایی که دارای وضعیت «شهر» هستند معمولاً بیش از ۱۰۰٫۰۰۰ نفر سکنه دارند، به جز جمعیت، ویژگی‌های شهر، شباهت زیادی به شهرداری‌ها دارد. در صربستان ۲۷ شهر وجود دارد که هرکدام مجالس و بودجهٔ خود را دارند. فقط شهرها شهردار دارند، اگرچه از روسای شهرداری‌ها اغلب در استفادهٔ روزمره تحت عنوان «شهردار» یاد می‌شود.
شهر ممکن است به «شهرداری‌های شهر» تقسیم شود یا نشود. شش شهر، بلگراد، نووی ساد، نیش، پوژارواتس، اوژیتسه و ورانیه شامل چندین شهرداری هستند که به مناطق شهری و حومه‌ای تقسیم شده‌اند. صلاحیت‌های شهرها و شهرداری‌های آن‌ها تقسیم شده‌است. از این میان، فقط نووی ساد کاملاً متحول نشده‌است، زیرا شهرداری تازه‌تأسیس پترو وارادین فقط به‌طور رسمی وجود دارد؛ بنابراین، شهرداری شهر نووی ساد تا حد زیادی معادل شهر نووی ساد (و بزرگ‌ترین شهرداری در کشور، با حدود ۳۰۰٫۰۰۰ نفر ساکن) است.

## تقسیمات کشوری کوزوو
اگرچه قوانین صربستان با کوزوو مانند سایر قسمت‌های صربستان رفتار می‌کند و آن را به ۵ ناحیه، ۲۸ شهرداری و ۱ شهر تقسیم می‌کند، اما مأموریت مدیریت موقت سازمان ملل متحد در کوزوو در سال ۲۰۰۰ سازمان ارضی جدید کوزوو را تصویب کرد. این حرکت توسط صربستان به رسمیت شناخته نمی‌شود، اما توسط جمهوری خودخواندهٔ کوزوو به رسمیت شناخته می‌شود. طبق تقسیم‌بندی جدید، کوزوو به ۷ ناحیه (جدید) و ۳۷ شهرداری تقسیم شده‌است (۸ شهرداری جدید ایجاد شده‌است: مالیشوو، الز هان، گراسانیکا، جونیک، کلوکوت-وربوواچ، ماموشا، پرتش و رانیلوگ).